# ストイカ・ミラノヴァ
ストイカ・トレンダフィロヴァ・ミラノヴァ（ブルガリア語：Стойка Трендафилова Миланова, ラテン文字表記：Stoĭka Trendafilova Milanova, 1945年8月5日 - 2024年9月）は、ブルガリアのヴァイオリニスト。

## 経歴
プロヴディフの生まれ。3歳よりヴァイオリン教師だった父トレンダフィル・ミラノフの指導を受け、ソフィアのブルガリア国立音楽院で学んだ。その後モスクワ音楽院に留学してダヴィッド・オイストラフの薫陶を受け、1967年のエリザベート王妃国際音楽コンクールのヴァイオリン部門で2位入賞を果たした。1970年にはカール・フレッシュ国際ヴァイオリン・コンクールで優勝し、ロンドンでデビューを果たした。1972年にはバルカントン・レーベルにプロコフィエフのヴァイオリン協奏曲2曲を録音し、フランス・ディスク・アカデミー大賞を受賞。1975年には初来日を果たし、読売日本交響楽団と共演している。
2005年から2010年までベネズエラ国立音楽院で教鞭をとり、以後母校のブルガリア国立音楽院で後進の指導を続けている。
2024年9月29日に訃報が発表された。79歳没。